# Europe - Danmark
|  | Denne artikel er oprettet af botten PalnaBot ud fra en ekstern database. Den kan derfor have sproglige fejl eller mangler. Denne skabelon kan fjernes efter kontrol af indholdet. |

Europe - Danmark er en film instrueret af Christoffer Boe.

## Handling
Denne film er en del af antologien Visions of Europe 25 filminstruktører fra 25 europæiske lande har fået fem minutter og fuld kunstnerisk frihed til at bidrage til filmen "Visions of Europe". Baggrunden for projektet var et ønske om at manifestere og vise den kulturelle mangfoldighed i Europa og at fejre den kunstneriske frihed. Friheden til at udtrykke sig betragter projektets initiativtagere som en kerneværdi i det europæiske fællesskab. "Visions of Europa" er ikke støttet af EU; for eller imod EU er underordnet ambitionen om at skabe nogle originale kortfilm om ligheder og forskelle i national identitet og levemåde, som de 25 EU-lande repræsenterer. Hvad fremtiden vil bringe, giver instruktørerne også nogle bud på.